# Pietrowice (Krępna)
Pietrowice – część wsi Krępna w Polsce położona w województwie opolskim, w powiecie krapkowickim, w gminie Zdzieszowice.
W latach 1975–1998 Pietrowice administracyjnie należały do ówczesnego województwa opolskiego.